# 大渡白甲鱼
大渡白甲鱼（学名：Onychostoma daduensis）为輻鰭魚綱鯉形目鲤科白甲鱼属的鱼类。在中国，分布于大渡河下游和长江干流等，體長可達15.6公分，棲息在河川底中層水域，生活習性不明。该物种的模式产地在峨边、龚嘴。

## 扩展阅读
維基物種上的相關：大渡白甲鱼